# Стреляєва Лідія Миколаївна
Стреляєва Лідія Миколаївна (7 квітня 1902, с. Кізіяр Мелітопольського повіту Таврійської губернії (нині в межах міста Мелітополя) — 29 червня 1987, с. Кушнаренково, Республіка Башкортостан) — вчений-селекціонер, заслужений агроном Республіки Башкортостан (1982), лауреат Сталінської премії.

## Біографія
Стреляєва Лідія Миколаївна народилася 7 квітня 1902 року в селі Кізіяр Мелітопольського повіту Таврійської губернії України в сім'ї залізничника.
Навчалася в міській гімназії м. Мелітополя. У 16 років служила в Червоній Армії (добровольцем). Навчалася на медичному факультеті Кримського державного університету імені М. В. Фрунзе. Не закінчивши факультет, перевелася на агрономічний факультет.
Місце роботи: з 1926 по 1930 рік робота на плодово-дослідній станції при Московській сільськогосподарської академії імені К. А. Тімірязєва, з 1930 по 1935 рік — завідувачка держсортділянки овочевих культур Всесоюзного інституту рослинництва, у 1935—1944 роки — науковий співробітник, по роботі над кушнаренківського виноградом, одночасно вона виконувала і обов'язки військового метеоролога і касира міжнародної ленінської школи Комінтерну, розташованої поблизу, в 1945—1956 роки — завідувач відділу виноградарства Башкирської плодово-ягідної дослідної станції, з 1956 року старший науковий співробітник відділу садівництва Башкирського НДІ сільського господарства.
Область наукових інтересів: виведення нових сортів винограду з коротким вегетаційним періодом для суворих кліматичних умов.
Чоловік — Василь Павлович Стреляєв, також вчений-селекціонер, понад 30 років керував Башкирською дослідною станцією по садівництву.

## Нагороди та звання
Медаль «За доблесну працю у Великій Вітчизняній війні у 1941—1945 роках»
Почесні грамоти Президії Верховної Ради БАССР
Депутат Верховної Ради Башкирської АРСР, Верховної Ради СРСР, Ради національностей СРСР.
Сталінська премія (1951)
Заслужений агроном Башкирської АРСР (1982)
Стреляєва Л. М. — почесний житель села Кушнаренково.

## Пам'ять
Іменем Стреляєвої Л. М. названі вулиця і провулок у селі Кушнаренково.
Її ім'я увічнене меморіальною дошкою на будівлі лабораторного корпусу Кушнаренковського селекційного центру Республіки Башкортостан.
У Башкирському НДІ сільського господарства виведений сорт винограду «Пам'яті Стреляєвої».

## Праці

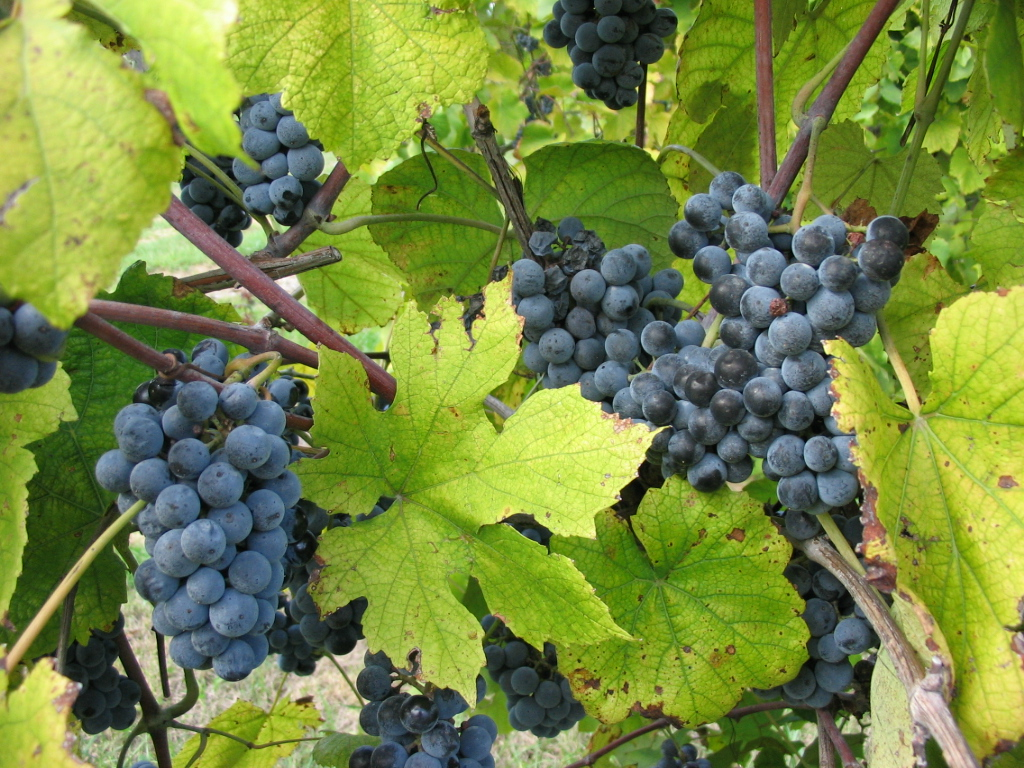
Районований сорт винограду

Стреляєва Л. М. — автор 15 робіт по сортах і агротехніки винограду для суворих кліматичних умов, вивела десять сортів винограду і елітних гібридів, включаючи сорти «Башкирський смарагд», «Олександр» (названий на честь загиблого на війні за звільнення Прибалтики сина), «Ювілейний», «Башкирський чорний», «Башкирський ранній», «Балекей» та інші.
Л. Н. Стреляева «Культура винограда в Башкирии». М., 1966.